# Geōrgios Seïtaridīs
Geōrgios Seïtaridīs, detto anche Giourkas (in greco: Γεώργιος "Γιούρκας" Σεϊταρίδης; Il Pireo, 4 giugno 1981), è un ex calciatore greco, di ruolo difensore, campione d'Europa con la nazionale greca nel 2004.

## Carriera

### Club

#### PAS Giannina
Seïtaridīs cominciò la sua carriera nel PAS Giannina, squadra greca denominata l'Ajax dell'Epiro per la sua tenacia e per il supporto dei suoi tifosi. Qui segna 6 goal importanti per la qualificazione del club in Super League, dove viene subito notato dagli osservatori del Panathīnaïkos che lo ingaggiano.

#### Panathinaikos
Nel 2001 passa al Panathīnaïkos, qui trova giocatori come Aggelos Mpasinas, Giōrgos Karagkounīs, Antōnīs Nikopolidīs e Kōstas Chalkias. Con la squadra ateniese, in 3 stagioni colleziona 77 presenze senza gol e conquista un campionato greco e una Coppa di Grecia. Viene eletto Miglior giovane del campionato greco nel 2001. Da ricordare un gol a Fabien Barthez in occasione del match contro il Manchester United in Champions League allo Stadio Olimpico di Atene. Poco prima dell'inizio dell'Europeo 2004 in Portogallo, il Panathinaikos e il Porto si accordano per il passaggio di Seïtaridīs. In seguito alla conquista dell'Europeo 2004 dalla Grecia, il Real Madrid mostra un forte interesse per il giocatore, ma il Panathinaikos per infrangere l'accordo con il Porto chiede una cifra molto alta.

#### Porto
Nell'estate 2004, fresco vincitore di Euro 2004, passa al Porto, dove trova come allenatore Gigi Delneri, anch'egli appena passato al Porto. Seïtaridīs gioca una sola stagione con la squadra portoghese in cui vince la Coppa Intercontinentale e la Supercoppa di Portogallo, contribuendo alla qualificazione della squadra alla Champions League.

#### Dinamo Mosca
Nell'estate 2005 passa in Russia con la Dinamo Mosca. Qui non riesce a giocare con continuità a causa di vari infortuni e dalle condizioni climatiche molto rigide.

#### Atlético Madrid
Nell'estate 2006 torna nella penisola iberica per giocare nella Primera División spagnola con l'Atlético Madrid. Gioca 3 stagioni ad alto livello sia nella Primera División spagnola che nella Champions League, segnando 2 goal importanti. Nella stagione 2008-2009 contribuisce al 4 posto nella Liga, portando l'Atletico Madrid ai preliminari di Champions League. Il 13 maggio 2009 rescinde consensualmente il contratto con il club spagnolo.

#### Ritorno al Panathinaikos
Il 10 settembre 2009 torna al Panathinaikos firmando un contratto quadriennale. Nella sua nuova squadra ritrova l'ex interista Giōrgos Karagkounīs e Kōstas Katsouranīs suoi compagni di Nazionale a Euro 2004. Il 19 dicembre totalizza la sua 4 presenza nella serie A greca contro il PAS Giannina la squadra che lo ha lanciato, dove contribuisce con il Panathinaikos al primato nel campionato greci. Nel gennaio 2010 voci lo accostano anche al Siena di Alberto Malesani che ha allenato la squadra ateniese del Panathīnaïkos dal 2004 al 2006.
Con il Panathinaikos Seïtaridīs raggiunge la semifinale di Coppa di Grecia contro il PAS Giannina che lo ha lanciato nel calcio professionista, allenata da una vecchia conoscenza del campionato italiano Níkos Anastópoulos, subentrato a gennaio nel club dell'Epiro e dove milita l'ex-portiere di Siena, Ascoli, Milan, Roma e Messina, Dimitrios Eleftheropoulos. L'11 giugno 2010 Giorgios Seitiaridis con il Panathīnaïkos vince il titolo del Campionato Greco a distanza di 6 anni dall'ultima volta del Panathīnaïkos proprio, prima che Seïtaridīs fosse ceduto al Porto. Il 24 aprile 2010 conquista anche la Coppa di Grecia contro l'Aris Salonicco allenata dall'ex-interista Héctor Cúper. Nell'estate 2012, il Panathīnaïkos si indebolisce e a causa di problemi finanziari lascia partire giocatori importanti, ma Seïtaridīs riesce nuovamente a ritagliarsi un posto da titolare e a diventare il capitano della squadra di Atene.

### Nazionale
Seïtaridīs fa il suo debutto nella nazionale greca a febbraio del 2002, Otto Rehhagel lo convoca per il Campionato europeo 2004 poi vinta dalla Nazionale Greca. Proprio una sua azione sulla destra, nella partita finale contro il Portogallo, costringe Cristiano Ronaldo a mettere in angolo, dal quale Angelos Basinas serve bene Angelos Charisteas che porta in vantaggio la Grecia. Seïtaridīs è il pilastro della difesa della nazionale greca che Otto Rehhagel che partecipa alla FIFA Confederations Cup 2005 da vincente dell'Europeo 2004 e poi partecipa alla qualificazione all'Europeo 2008 segnando anche un goal importante nella vittoria per 2-0, contro l'Ungheria il 2 giugno 2007 allo Stadio Pankritio di Heraklion. Seïtaridīs ha anche contribuito alla qualificazione della nazionale al Mondiale 2010 disegnata magnificamente da Otto Rehhagel, dove viene impiegato solo nella prima partita della nazionale greca persa per 2-0 contro la Corea del Sud.

## Statistiche

### Cronologia presenze e reti in nazionale
| Cronologia completa delle presenze e delle reti in nazionale ― Grecia | Cronologia completa delle presenze e delle reti in nazionale ― Grecia | Cronologia completa delle presenze e delle reti in nazionale ― Grecia | Cronologia completa delle presenze e delle reti in nazionale ― Grecia | Cronologia completa delle presenze e delle reti in nazionale ― Grecia | Cronologia completa delle presenze e delle reti in nazionale ― Grecia | Cronologia completa delle presenze e delle reti in nazionale ― Grecia | Cronologia completa delle presenze e delle reti in nazionale ― Grecia |
| Data                                                                  | Città                                                                 | In casa                                                               | Risultato                                                             | Ospiti                                                                | Competizione                                                          | Reti                                                                  | Note                                                                  |
| --------------------------------------------------------------------- | --------------------------------------------------------------------- | --------------------------------------------------------------------- | --------------------------------------------------------------------- | --------------------------------------------------------------------- | --------------------------------------------------------------------- | --------------------------------------------------------------------- | --------------------------------------------------------------------- |
| 13-2-2002                                                             | Salonicco                                                             | Grecia                                                                | 2 – 2                                                                 | Svezia                                                                | Amichevole                                                            | -                                                                     | 46’                                                                   |
| 21-8-2002                                                             | Costanza                                                              | Romania                                                               | 0 – 1                                                                 | Grecia                                                                | Amichevole                                                            | -                                                                     | 34’ 85’                                                               |
| 12-10-2002                                                            | Kiev                                                                  | Ucraina                                                               | 2 – 0                                                                 | Grecia                                                                | Qual. Euro 2004                                                       | -                                                                     |                                                                       |
| 16-10-2002                                                            | Atene                                                                 | Grecia                                                                | 2 – 0                                                                 | Armenia                                                               | Qual. Euro 2004                                                       | -                                                                     |                                                                       |
| 20-11-2002                                                            | Atene                                                                 | Grecia                                                                | 0 – 0                                                                 | Irlanda                                                               | Amichevole                                                            | -                                                                     | 46’                                                                   |
| 29-1-2003                                                             | Larnaca                                                               | Cipro                                                                 | 1 – 2                                                                 | Grecia                                                                | Amichevole                                                            | -                                                                     | 46’                                                                   |
| 26-3-2003                                                             | Graz                                                                  | Austria                                                               | 2 – 2                                                                 | Grecia                                                                | Amichevole                                                            | -                                                                     |                                                                       |
| 30-4-2003                                                             | Žilina                                                                | Slovacchia                                                            | 2 – 2                                                                 | Grecia                                                                | Amichevole                                                            | -                                                                     | 65’                                                                   |
| 7-6-2003                                                              | Saragozza                                                             | Spagna                                                                | 0 – 1                                                                 | Grecia                                                                | Qual. Euro 2004                                                       | -                                                                     |                                                                       |
| 11-6-2003                                                             | Atene                                                                 | Grecia                                                                | 1 – 0                                                                 | Ucraina                                                               | Qual. Euro 2004                                                       | -                                                                     |                                                                       |
| 20-8-2003                                                             | Norrköping                                                            | Svezia                                                                | 1 – 2                                                                 | Grecia                                                                | Amichevole                                                            | -                                                                     | 60’                                                                   |
| 6-9-2003                                                              | Erevan                                                                | Armenia                                                               | 0 – 1                                                                 | Grecia                                                                | Qual. Euro 2004                                                       | -                                                                     |                                                                       |
| 11-10-2003                                                            | Atene                                                                 | Grecia                                                                | 1 – 0                                                                 | Irlanda del Nord                                                      | Qual. Euro 2004                                                       | -                                                                     |                                                                       |
| 15-11-2003                                                            | Aveiro                                                                | Portogallo                                                            | 1 – 1                                                                 | Grecia                                                                | Amichevole                                                            | -                                                                     | 75’                                                                   |
| 18-2-2004                                                             | Atene                                                                 | Grecia                                                                | 2 – 0                                                                 | Bulgaria                                                              | Amichevole                                                            | -                                                                     |                                                                       |
| 31-3-2004                                                             | Heraklion                                                             | Grecia                                                                | 1 – 0                                                                 | Svizzera                                                              | Amichevole                                                            | -                                                                     | 78’                                                                   |
| 28-4-2004                                                             | Eindhoven                                                             | Paesi Bassi                                                           | 4 – 0                                                                 | Grecia                                                                | Amichevole                                                            | -                                                                     | 81’                                                                   |
| 29-5-2004                                                             | Stettino                                                              | Polonia                                                               | 1 – 0                                                                 | Grecia                                                                | Amichevole                                                            | -                                                                     | 44’                                                                   |
| 12-6-2004                                                             | Porto                                                                 | Portogallo                                                            | 1 – 2                                                                 | Grecia                                                                | Euro 2004 - 1º turno                                                  | -                                                                     | 76’                                                                   |
| 16-6-2004                                                             | Porto                                                                 | Grecia                                                                | 1 – 1                                                                 | Spagna                                                                | Euro 2004 - 1º turno                                                  | -                                                                     |                                                                       |
| 20-6-2004                                                             | Faro                                                                  | Russia                                                                | 2 – 1                                                                 | Grecia                                                                | Euro 2004 - 1º turno                                                  | -                                                                     |                                                                       |
| 25-6-2004                                                             | Lisbona                                                               | Francia                                                               | 0 – 1                                                                 | Grecia                                                                | Euro 2004 - Quarti di finale                                          | -                                                                     |                                                                       |
| 1-7-2004                                                              | Porto                                                                 | Rep. Ceca                                                             | 0 – 1 dts                                                             | Grecia                                                                | Euro 2004 - Semifinale                                                | -                                                                     | 23’                                                                   |
| 4-7-2004                                                              | Lisbona                                                               | Grecia                                                                | 1 – 0                                                                 | Portogallo                                                            | Euro 2004 - Finale                                                    | -                                                                     | 63’                                                                   |
| 18-8-2004                                                             | Praga                                                                 | Rep. Ceca                                                             | 0 – 0                                                                 | Grecia                                                                | Amichevole                                                            | -                                                                     |                                                                       |
| 4-9-2004                                                              | Tirana                                                                | Albania                                                               | 2 – 1                                                                 | Grecia                                                                | Qual. Mondiali 2006                                                   | -                                                                     |                                                                       |
| 8-9-2004                                                              | Il Pireo                                                              | Grecia                                                                | 0 – 0                                                                 | Turchia                                                               | Qual. Mondiali 2006                                                   | -                                                                     |                                                                       |
| 9-10-2004                                                             | Kiev                                                                  | Ucraina                                                               | 1 – 1                                                                 | Grecia                                                                | Qual. Mondiali 2006                                                   | -                                                                     |                                                                       |
| 17-11-2004                                                            | Calcide                                                               | Grecia                                                                | 3 – 1                                                                 | Kazakistan                                                            | Qual. Mondiali 2006                                                   | -                                                                     |                                                                       |
| 9-2-2005                                                              | Salonicco                                                             | Grecia                                                                | 2 – 1                                                                 | Danimarca                                                             | Qual. Mondiali 2006                                                   | -                                                                     |                                                                       |
| 26-3-2005                                                             | Tbilisi                                                               | Georgia                                                               | 1 – 3                                                                 | Grecia                                                                | Qual. Mondiali 2006                                                   | -                                                                     |                                                                       |
| 30-3-2005                                                             | Atene                                                                 | Grecia                                                                | 2 – 0                                                                 | Albania                                                               | Qual. Mondiali 2006                                                   | -                                                                     |                                                                       |
| 4-6-2005                                                              | Istanbul                                                              | Turchia                                                               | 0 – 0                                                                 | Grecia                                                                | Qual. Mondiali 2006                                                   | -                                                                     |                                                                       |
| 8-6-2005                                                              | Il Pireo                                                              | Grecia                                                                | 0 – 1                                                                 | Ucraina                                                               | Qual. Mondiali 2006                                                   | -                                                                     |                                                                       |
| 16-6-2005                                                             | Lipsia                                                                | Brasile                                                               | 3 – 0                                                                 | Grecia                                                                | Conf. Cup 2005 - 1º turno                                             | -                                                                     | 46’                                                                   |
| 17-8-2005                                                             | Bruxelles                                                             | Belgio                                                                | 2 – 0                                                                 | Grecia                                                                | Amichevole                                                            | -                                                                     |                                                                       |
| 7-9-2005                                                              | Almaty                                                                | Kazakistan                                                            | 1 – 2                                                                 | Grecia                                                                | Qual. Mondiali 2006                                                   | -                                                                     | 28’                                                                   |
| 8-10-2005                                                             | Copenaghen                                                            | Danimarca                                                             | 1 – 0                                                                 | Grecia                                                                | Qual. Mondiali 2006                                                   | -                                                                     |                                                                       |
| 12-10-2005                                                            | Patrasso                                                              | Grecia                                                                | 1 – 0                                                                 | Georgia                                                               | Qual. Mondiali 2006                                                   | -                                                                     |                                                                       |
| 16-11-2005                                                            | Il Pireo                                                              | Grecia                                                                | 2 – 1                                                                 | Ungheria                                                              | Amichevole                                                            | -                                                                     | 53’                                                                   |
| 28-2-2006                                                             | Limassol                                                              | Grecia                                                                | 1 – 0                                                                 | Bielorussia                                                           | Amichevole                                                            | -                                                                     | 46’                                                                   |
| 1-3-2006                                                              | Nicosia                                                               | Grecia                                                                | 2 – 0                                                                 | Kazakistan                                                            | Amichevole                                                            | -                                                                     |                                                                       |
| 25-5-2006                                                             | Melbourne                                                             | Australia                                                             | 1 – 0                                                                 | Grecia                                                                | Amichevole                                                            | -                                                                     |                                                                       |
| 2-9-2006                                                              | Chișinău                                                              | Moldavia                                                              | 0 – 1                                                                 | Grecia                                                                | Qual. Euro 2008                                                       | -                                                                     |                                                                       |
| 7-10-2006                                                             | Il Pireo                                                              | Grecia                                                                | 1 – 0                                                                 | Norvegia                                                              | Qual. Euro 2008                                                       | -                                                                     |                                                                       |
| 11-10-2006                                                            | Zenica                                                                | Bosnia ed Erzegovina                                                  | 0 – 4                                                                 | Grecia                                                                | Qual. Euro 2008                                                       | -                                                                     | 57’                                                                   |
| 6-2-2007                                                              | Londra                                                                | Grecia                                                                | 0 – 1                                                                 | Corea del Sud                                                         | Amichevole                                                            | -                                                                     |                                                                       |
| 24-3-2007                                                             | Il Pireo                                                              | Grecia                                                                | 1 – 4                                                                 | Turchia                                                               | Qual. Euro 2008                                                       | -                                                                     | 90’                                                                   |
| 2-6-2007                                                              | Candia                                                                | Grecia                                                                | 2 – 0                                                                 | Ungheria                                                              | Qual. Euro 2008                                                       | 1                                                                     |                                                                       |
| 6-6-2007                                                              | Candia                                                                | Grecia                                                                | 2 – 1                                                                 | Moldavia                                                              | Qual. Euro 2008                                                       | -                                                                     |                                                                       |
| 22-8-2007                                                             | Salonicco                                                             | Grecia                                                                | 2 – 3                                                                 | Spagna                                                                | Amichevole                                                            | -                                                                     | 46’                                                                   |
| 12-9-2007                                                             | Oslo                                                                  | Norvegia                                                              | 2 – 2                                                                 | Grecia                                                                | Qual. Euro 2008                                                       | -                                                                     | 32’ 64’                                                               |
| 17-10-2007                                                            | Istanbul                                                              | Turchia                                                               | 0 – 1                                                                 | Grecia                                                                | Qual. Euro 2008                                                       | -                                                                     |                                                                       |
| 26-3-2008                                                             | Düsseldorf                                                            | Portogallo                                                            | 1 – 2                                                                 | Grecia                                                                | Amichevole                                                            | -                                                                     | 46’                                                                   |
| 24-5-2008                                                             | Budapest                                                              | Ungheria                                                              | 3 – 2                                                                 | Grecia                                                                | Amichevole                                                            | -                                                                     | 67’                                                                   |
| 1-6-2008                                                              | Offenbach am Main                                                     | Grecia                                                                | 0 – 0                                                                 | Armenia                                                               | Amichevole                                                            | -                                                                     |                                                                       |
| 10-6-2008                                                             | Salisburgo                                                            | Grecia                                                                | 0 – 2                                                                 | Svezia                                                                | Euro 2008 - 1º turno                                                  | -                                                                     | 52’                                                                   |
| 14-6-2008                                                             | Salisburgo                                                            | Grecia                                                                | 0 – 1                                                                 | Russia                                                                | Euro 2008 - 1º turno                                                  | -                                                                     | 40’                                                                   |
| 20-8-2008                                                             | Bratislava                                                            | Slovacchia                                                            | 0 – 2                                                                 | Grecia                                                                | Amichevole                                                            | -                                                                     | 46’                                                                   |
| 6-9-2008                                                              | Lussemburgo                                                           | Lussemburgo                                                           | 0 – 3                                                                 | Grecia                                                                | Qual. Mondiali 2010                                                   | -                                                                     |                                                                       |
| 10-9-2008                                                             | Riga                                                                  | Lettonia                                                              | 0 – 2                                                                 | Grecia                                                                | Qual. Mondiali 2010                                                   | -                                                                     |                                                                       |
| 11-10-2008                                                            | Il Pireo                                                              | Grecia                                                                | 3 – 0                                                                 | Moldavia                                                              | Qual. Mondiali 2010                                                   | -                                                                     | 85’                                                                   |
| 15-10-2008                                                            | Il Pireo                                                              | Grecia                                                                | 1 – 2                                                                 | Svizzera                                                              | Qual. Mondiali 2010                                                   | -                                                                     |                                                                       |
| 11-2-2009                                                             | Il Pireo                                                              | Grecia                                                                | 1 – 1                                                                 | Danimarca                                                             | Amichevole                                                            | -                                                                     |                                                                       |
| 28-3-2009                                                             | Ramat Gan                                                             | Israele                                                               | 1 – 1                                                                 | Grecia                                                                | Qual. Mondiali 2010                                                   | -                                                                     |                                                                       |
| 1-4-2009                                                              | Candia                                                                | Grecia                                                                | 2 – 1                                                                 | Israele                                                               | Qual. Mondiali 2010                                                   | -                                                                     |                                                                       |
| 10-10-2009                                                            | Atene                                                                 | Grecia                                                                | 5 – 2                                                                 | Lettonia                                                              | Qual. Mondiali 2010                                                   | -                                                                     | 52’                                                                   |
| 25-5-2010                                                             | Altach                                                                | Corea del Nord                                                        | 2 – 2                                                                 | Grecia                                                                | Amichevole                                                            | -                                                                     | 46’                                                                   |
| 2-6-2010                                                              | Winterthur                                                            | Paraguay                                                              | 2 – 0                                                                 | Grecia                                                                | Amichevole                                                            | -                                                                     |                                                                       |
| 12-6-2010                                                             | Port Elizabeth                                                        | Corea del Sud                                                         | 2 – 0                                                                 | Grecia                                                                | Mondiali 2010 - 1º turno                                              | -                                                                     |                                                                       |
| 3-9-2010                                                              | Atene                                                                 | Grecia                                                                | 1 – 1                                                                 | Georgia                                                               | Qual. Euro 2012                                                       | -                                                                     | 71’                                                                   |
| 7-9-2010                                                              | Zagabria                                                              | Croazia                                                               | 0 – 0                                                                 | Grecia                                                                | Qual. Euro 2012                                                       | -                                                                     | 90+2’                                                                 |
| Totale                                                                |                                                                       | Presenze                                                              | 72                                                                    |                                                                       | Reti                                                                  | 1                                                                     |                                                                       |

## Palmarès

### Club

#### Competizioni nazionali
- Campionato greco: 2

Panathinaikos: 2003-2004, 2009-2010
- Coppa di Grecia: 2

Panathinaikos: 2003-2004, 2009-2010
- Supercoppa di Portogallo: 1

Porto: 2004

#### Competizioni internazionali
- Coppa Intercontinentale: 1

Porto: 2004

### Nazionale
- Campionato d'Europa: 1

Portogallo 2004

### Individuale
- Miglior giovane del campionato greco: 1

2001
- Squadra ideale dell'Europeo: 1

Portogallo 2004